# 현역 생활 중 사망한 스포츠 선수 목록
선수 생활 중 사망한 스포츠 선수 목록은 선수 생활 도중 발생한 질병이나 부상으로 사망한 스포츠 선수에 대한 명단이며, 경기 중 사망하였거나 경기와 무관하게 사망한 경우 모두를 포함한다.

## 골프
- 베이브 디드릭슨, 45세, 미국, 1956년 대장암으로 사망

## 권투

### 경기 중 사망
| 이름                   | 국적     | 사망년도       | 대회           | 체급            | 상대 선수     |
| ---------------------- | -------- | -------------- | -------------- | --------------- | ------------- |
| 김득구                 | 대한민국 | 1982년         |                | 라이트급        | 레이 맨시니   |
| 이동춘                 | 대한민국 | 1995년         |                | 밴텀급          | 세가와 세쓰오 |
| 리반더 존슨            | 미국     | 2005년         | 국제 복싱 연맹 | 라이트급        | 헤수스 차베스 |
| 최요삼                 | 대한민국 | 2008년         |                | 라이트 플라이급 | 헤리 아몰     |
| 배기석                 | 대한민국 | 2010년         |                | 슈퍼플라이급    | 정진기        |
| 자넷 자카리아스 사파타 | 멕시코   | 2021년         |                |                 |               |
| 존 쿠니                | 아일랜드 | 2025년 2월 1일 |                |                 | 네이선 하웰스 |
| 고타리 시게토시        | 일본     | 2025년 8월 2일 |                |                 | 야마토 하타   |
| 히로마사 우라카와      | 일본     | 2025년 8월 2일 |                |                 | 요지 사이토   |

### 경기와 무관하게 사망
- 로베르토 발라도, 25세, 쿠바, 헤비급, 1994년 철도 사고로 사망

## 농구

### 미국 프로 농구 협회
| 이름          | 사망 당시 나이 | 팀                  | 사망년도 | 비고      |
| ------------- | -------------- | ------------------- | -------- | --------- |
| 제이슨 콜리어 | 28세           | 애틀랜타 호크스     | 2005년   | 심근 경색 |
| 에디 그리핀   | 25세           | 미네소타 팀버울브스 | 2007년   | 교통 사고 |

## 레슬링

### 아마추어 레슬링
- 송성일, 25세, 대한민국, 100kg급, 1995년 위암으로 사망

### 프로레슬링
| 이름                 | 링네임                                      | 출생년도 | 사망년도 | 비고                              |
| -------------------- | ------------------------------------------- | -------- | -------- | --------------------------------- |
| 김신락               | 역도산                                      | 1924년   | 1963년   | 화농성 복막염                     |
| 마이클 디비아시      | "아이언" 마이클 디비아시                    | 1923년   | 1969년   | 심근 경색                         |
| 앙드레 루시모프      | 앙드레 더 자이언트                          | 1946년   | 1993년   | 울혈성 심근 경색                  |
| 오언 하트            | 블루 블레이저                               | 1965년   | 1999년   | 대동맥 절단으로 인한 내출혈       |
| 로드니 아노아이      | 요코주나                                    | 1966년   | 2000년   | 폐수종                            |
| 데이비드 스미스      | 데이비 보이 스미스, 브리티시 불독           | 1962년   | 2002년   | 심근 경색                         |
| 커트 헤니그          | 미스터 퍼펙트                               | 1958년   | 2003년   | 코카인 중독                       |
| 레이먼드 트레일러    | 빅보스맨, 빅 버바 로저스, 가디언 엔젤       | 1963년   | 2004년   | 심근 경색                         |
| 크리스토퍼 캔디토    | 크리스 캔디도, 보디돈나 스킵                | 1972년   | 2005년   | 혈전                              |
| 에듀아르도 게레로    | 에디 게레로, 제 2대 블랙 타이거             | 1967년   | 2005년   | 심근 경색                         |
| 크리스 벤와          | 페가수스 키드, 와일드 페가수스              | 1967년   | 2007년   | 목 매달아 자살                    |
| 미사와 미쓰하루      | 제 2대 타이거마스크                         | 1962년   | 2009년   | 경추 손상                         |
| 에드워드 파투        | 자말, 에크모, 우마가                        | 1973년   | 2009년   | 약물 과다 복용으로 인한 심근 경색 |
| 랜스 맥나우트        | 랜스 케이드, 개리슨 케이드, 카우보이 케이드 | 1981년   | 2010년   | 심근 경색                         |
| 호르헤 곤살레스      | 자이언트 곤살레스                           | 1966년   | 2010년   | 당뇨병                            |
| 랜디 새비지          | "마초맨" 랜디 새비지                        | 1952년   | 2011년   | 심근 경색                         |
| 넬슨 프레지어 주니어 | 킹 메이블, 비세라, 빅 대디 V                | 1971년   | 2014년   | 심근 경색                         |
| 하시모토 토모히코    |                                             | 1977년   | 2025년   | 간암                              |

## 루지
- 노다르 쿠마리타슈빌리, 21세, 조지아, 2010년 동계 올림픽 경기 도중 사고로 사망

## 모터스포츠

### 자동차 경주

#### 경기 중 사망
| 이름          | 국적   | 사망년도 | 대회                         | 비고      |
| ------------- | ------ | -------- | ---------------------------- | --------- |
| 짐 클라크     | 영국   | 1968년   | 유럽 포뮬러 투 시즌          | 충돌 사고 |
| 톰 프라이스   | 영국   | 1977년   | 포뮬러 원 시즌               | 충돌 사고 |
| 아이르통 세나 | 브라질 | 1994년   | 산 마리노 그랑프리           | 충돌 사고 |
| 마이클 파크   | 영국   | 2005년   | 세계 랠리 선수권 대회 시즌   | 충돌 사고 |
| 댄 웰던       | 영국   | 2011년   | IZOD 인디카 세계 선수권 대회 | 충돌 사고 |
| 알란 시몬센   | 덴마크 | 2013년   | 르망 24시                    | 충돌 사고 |

#### 경기와 무관하게 사망
- 리처드 번스, 26세, 영국, 2005년 뇌종양으로 사망
- 콜린 맥레이, 39세, 영국, 2007년 항공 사고로 사망

### 모터사이클 경주

#### 경기 중 사망
| 이름        | 국적           | 사망년도 | 대회        | 비고   |
| ----------- | -------------- | -------- | ----------- | ------ |
| 앤디 콜더컷 | 오스트레일리아 | 2006년   | 다카르 랠리 | 추락사 |

## 미식축구

### 실내 풋볼 리그
- 올 루커스, 26세, 미국, 2005년 경기 도중 사고로 사망

### 내셔널 풋볼 리그
| 이름      | 사망 당시 나이 | 포지션   | 팀                | 사망년도 | 비고                              |
| --------- | -------------- | -------- | ----------------- | -------- | --------------------------------- |
| 팻 틸먼   | 27세           | 라인배커 | 애리조나 카디널스 | 2004년   | 아프가니스탄 파병 중 교전 중 사살 |
| 숀 테일러 | 24세           | 세이프티 | 워싱턴 레드스킨스 | 2007년   | 화기에 의한 암살                  |

## 배구
| 이름   | 사망 당시 나이 | 국적     | 사망년도 | 사망원인           | 비고 |
| ------ | -------------- | -------- | -------- | ------------------ | ---- |
| 김병선 | 22세           | 대한민국 | 1995년   | 심근 경색          |      |
| 이용택 | 25세           | 대한민국 | 2011년   | 목 매달아 자살     |      |
| 고유민 | 25세           | 대한민국 | 2020년   | 자택에서 의한 자살 |      |

## 사이클

### 경기 중 사망
| 이름                   | 사망년도 | 국적   | 비고                                |
| ---------------------- | -------- | ------ | ----------------------------------- |
| 크누드 에네마르크 옌센 | 1960년   | 덴마크 | 1960년 하계 올림픽 경기 도중 사망   |
| 톰 심프슨              | 1967년   | 영국   | 투르 드 프랑스 경기 도중 사망       |
| 바흐만 골바르네자드    | 2016년   | 이란   | 2016년 하계 패럴림픽 경기 도중 사망 |

### 경기와 무관하게 사망
- 에이미 질레트, 29세, 오스트레일리아, 2005년 교통 사고로 사망

## 수영
- 시빌 보어, 23세, 미국, 1927년 암으로 사망
- 빅터 데이비스, 25세, 캐나다, 1989년 교통 사고로 사망
- 알렉산데르 달레 오엔, 26세, 노르웨이, 2012년 심근 경색으로 사망

## 스노보드
- 요나탄 요한손, 26세, 스웨덴, 2006년 경기 도중 사고로 사망

## 스키

### 프리스타일 스키
- 제렛 피터슨, 29세, 미국, 2011년 권총 자살
- 사라 버크, 29세, 캐나다, 2012년 경기 도중 사고로 사망

## 승마
- 김형칠, 47세, 대한민국, 2006년 아시안 게임 경기 도중 낙마 사고로 사망

## 아이스하키
| 이름                  | 사망 당시 나이 | 국적       | 사망년도 | 비고                   |
| --------------------- | -------------- | ---------- | -------- | ---------------------- |
| 알렉세이 체레파노프   | 19세           | 러시아     | 2008년   | 심근 경색              |
| 파볼 데미트라         | 36세           | 슬로바키아 | 2011년   | 러시아에서의 항공 사고 |
| 스테판 리브           | 30세           | 스웨덴     | 2011년   | 러시아에서의 항공 사고 |
| 카렐 라후네크         | 32세           | 체코       | 2011년   | 러시아에서의 항공 사고 |
| 루슬란 살레이         | 36세           | 벨라루스   | 2011년   | 러시아에서의 항공 사고 |
| 카를리스 스크라스틴슈 | 37세           | 라트비아   | 2011년   | 러시아에서의 항공 사고 |
| 요세프 바시체크       | 30세           | 체코       | 2011년   | 러시아에서의 항공 사고 |
| 알렉산드르 바슈노프   | 23세           | 러시아     | 2011년   | 러시아에서의 항공 사고 |

## 야구

### KBO 리그
| 이름   | 사망 당시 나이 | 포지션 | 팀              | 사망년도 | 비고      |
| ------ | -------------- | ------ | --------------- | -------- | --------- |
| 김동철 | 22세           | 투수   | 삼미 슈퍼스타즈 | 1983년   | 자살      |
| 김영신 | 24세           | 포수   | OB 베어스       | 1986년   | 자살      |
| 김대현 | 26세           | 투수   | 해태 타이거즈   | 1988년   | 교통 사고 |
| 김상진 | 23세           | 투수   | 해태 타이거즈   | 1999년   | 암        |
| 임수혁 | 41세           | 포수   | 롯데 자이언츠   | 2010년   | 뇌사      |
| 이규환 | 22세           | 외야수 | 두산 베어스     | 2012년   | 실족사    |
| 이두환 | 24세           | 내야수 | KIA 타이거즈    | 2012년   | 암        |
| 이장희 | 23세           | 내야수 | LG 트윈스       | 2013년   | 실족사    |
| 김성훈 | 21세           | 투수   | 한화 이글스     | 2019년   | 실족사    |
| 김동은 | 31세           | 타자   | KT위즈          | 2021년   | 교통사고  |

### 메이저 리그 베이스볼
| 이름              | 사망 당시 나이 | 포지션 | 팀                                  | 사망년도 | 비고                 |
| ----------------- | -------------- | ------ | ----------------------------------- | -------- | -------------------- |
| 레이 채프먼       | 29세           | 유격수 | 클리블랜드 인디언스                 | 1920년   | 경기 도중 사고사     |
| 루 게릭           | 37세           | 1루수  | 뉴욕 양키스                         | 1941년   | 근위축성 측색 경화증 |
| 로베르토 클레멘테 | 38세           | 우익수 | 피츠버그 파이리츠                   | 1972년   | 항공 사고            |
| 서먼 먼슨         | 32세           | 포수   | 뉴욕 양키스                         | 1979년   | 항공 사고            |
| 대릴 카일         | 34세           | 투수   | 세인트루이스 카디널스               | 2002년   | 심근 경색            |
| 마리오 엔카나시온 | 30세           | 외야수 | 청타이 코브라즈                     | 2005년   | 원인 불명            |
| 코리 라이들       | 34세           | 투수   | 뉴욕 양키스                         | 2006년   | 항공 사고            |
| 조시 핸콕         | 29세           | 투수   | 세인트루이스 카디널스               | 2007년   | 교통 사고            |
| 조 케네디         | 28세           | 투수   | 토론토 블루제이스                   | 2007년   | 심근 경색            |
| 닉 아덴하트       | 22세           | 투수   | 로스앤젤레스 에인절스 오브 애너하임 | 2009년   | 교통 사고            |
| 오스카르 타베라스 | 22세           | 외야수 | 세인트루이스 카디널스               | 2014년   | 교통 사고            |
| 호세 페르난데스   | 24세           | 투수   | 마이애미 말린스                     | 2016년   | 보트 사고            |

### 독립 리그
| 이름      | 사망 당시 나이 | 포지션 | 팀              | 사망년도 | 비고      |
| --------- | -------------- | ------ | --------------- | -------- | --------- |
| 호세 리마 | 37세           | 투수   | 롱비치 아르마다 | 2010년   | 심근 경색 |

### 니그로 리그 베이스볼
| 이름      | 사망 당시 나이 | 포지션 | 팀                | 사망년도 | 비고                   |
| --------- | -------------- | ------ | ----------------- | -------- | ---------------------- |
| 조시 깁슨 | 35세           | 포수   | 홈스테드 그레이스 | 1947년   | 뇌종양으로 인한 뇌졸중 |

### 일본 프로 야구
| 이름            | 사망 당시 나이 | 포지션 | 팀                | 사망년도 | 비고             |
| --------------- | -------------- | ------ | ----------------- | -------- | ---------------- |
| 헤레미 곤살레스 | 33세           | 투수   | 요미우리 자이언츠 | 2008년   | 번개에 맞아 사망 |
| 오제 히로유키   | 25세           | 외야수 | 오릭스 버펄로스   | 2010년   | 추락사           |

## 육상 경기
| 이름                 | 사망 당시 나이 | 국적 | 종목              | 사망년도 | 비고                    |
| -------------------- | -------------- | ---- | ----------------- | -------- | ----------------------- |
| 한스 뵐케            | 32세           | 독일 | 투포환 선수       | 1943년   | 제2차 세계 대전 중 암살 |
| 라이언 셰이          | 28세           | 미국 | 장거리달리기 선수 | 2007년   | 심근 경색               |
| 새뮤얼 카마우 완지루 | 24세           | 케냐 | 장거리달리기 선수 | 2011년   | 추락사                  |

## 체조
- 나탈리야 라브로바, 25세, 러시아, 2010년 교통 사고로 사망

## 카누 경기
- 콜로니치 죄르지, 36세, 헝가리, 2008년 심근 경색으로 사망

## 크리켓
| 이름      | 사망 당시 나이 | 국적           | 사망년도 | 사망 장소 | 비고             |
| --------- | -------------- | -------------- | -------- | --------- | ---------------- |
| 필립 휴스 | 25세           | 오스트레일리아 | 2014년   | 시드니    | 경기 도중 사고사 |

## 킥복싱
- 앤디 훅, 35세, 스위스, 헤비급, 2000년 골수성 백혈병으로 사망

## 펜싱
- 블라디미르 스미르노프, 28세, 소비에트 연방, 1982년 경기 도중 사고로 사망

## 피겨 스케이팅
- 세르게이 그린코프, 28세, 러시아, 1995년 심근 경색으로 사망
- 데니스 텐, 25세, 카자흐스탄, 2018년 괴한의 피습으로 인한 과다출혈로 사망

## 핸드볼
- 남광현, 31세, 대한민국, 2010년 간암으로 사망

## 트라이애슬론
| 이름   | 사망 당시 나이 | 국적     | 사망년도 | 비고               |
| ------ | -------------- | -------- | -------- | ------------------ |
| 최숙현 | 22세           | 대한민국 | 2020년   | 추락사에 의한 자살 |

## 기타

### e스포츠
- 우정호, 23세, 대한민국, 2012년 백혈병으로 사망
- 박승현, 23세, 대한민국, 2013년 근위축병으로 사망